# Stelle domani
Stelle domani (titolo originale: Majors & Minors) è un talent show statunitense di canto e ballo, prodotto nel 2011, dove i ragazzini scelti tramite il provino sono delle piccole stelle e devono cantare e ballare dopo prove come se fosse un piccolo concerto dal vivo. In Italia il programma è stato trasmesso nel 2013 su Rai Gulp.
I ragazzi che fanno parte del cast sono 12. Ogni ragazzo ha postato sulla propria pagina di YouTube il video della loro audizione dove cantano(alcuni ballano anche),parlano di chi sono e tutti sperano di essere presi in considerazione.
Per le audizioni finali, tenute negli studi della Hub a Hollywood, 4000 ragazzi tra gli 8 e i 16 si esibiscono privatamente con davanti songwriter di gran valore. Alla fine vengono scelti questi speciali 12 ragazzi che vengono considerati migliori tra i migliori, ma solo uno potrà vincere alla fine del programma un contratto discografico. Nel corso delle puntate i ragazzi verranno aiutati a scrivere la loro prima canzone che canteranno nella puntata finale davanti a tutti. Ad aiutarli con le loro esibizioni ci sarà un coreografo molto famoso che si chiama Alex.
Il loro percorso è di 15 settimane in tutto, ma alla quattordicesima tutti i ragazzi lasceranno e dovranno ritornare a casa propria. Dopo 4 mesi torneranno agli studi per far sentire a tutti la loro canzone personale finita. Durante le settimane i ragazzi abiteranno in un hotel a Los Angeles.
Ad aiutarli oltre ai mentori ci sarà Brandy che darà un parere personale sulle esibizioni. Ogni settimana i ragazzi conosceranno un ospite speciale e famoso nel campo della musica. Avril Lavigne è il primo ospite speciale che conosceranno e lei apparirà durante le prove generali della canzone "Keep Holding On". L'ultimo ospite sarà Will.i.am. I ragazzi avranno inoltre la possibilità di fare qualche domanda all'ospite.
L'impegno dei ragazzi conta davvero tanto, perché verrà preso in considerazione, oltre all'esibizione singola, per la vittoria. A quanto pare il ragazzo che durante le 15 settimane si è impegnato di più è Michael Woodard perché vince.
I ragazzi che parteciperanno a Stelle domani sono:
- Grace Jeanette di 11 anni
- Austin Crute di 15 anni
- Brandon Michael di 11 anni
- Sabrina Lentini di 13 anni
- Kennedy Nöel di 13 anni
- Emily Kocontes di 16 anni
- Nia Holloway di 15 anni
- Hailey Dibiasi di 14 anni
- Cameron DeFaria di 14 anni
- Josh Metzler di 15 anni
- Michael Woodard di 14 anni
- Ashley Nicole Greene di 10 anni.

Le stelle che in ogni puntata li seguiranno sono:
Brandy, Leona Lewis, Avril Lavigne, Colbie Caillat, Sean Kingston, Jordin Sparks, Adam Lambert, Ryan Tedder, Claude Kelly, will.i.am, Jennifer Hudson e infine Mike Posner